# Карнеги, Дэвид Чарльз, 4-й герцог Файф
Дэвид Чарльз Карнеги, 4-й герцог Файф (англ. David Charles Carnegie, 4th Duke of Fife; род. 3 марта 1961) — британский аристократ и пэр. Единственный оставшийся в живых сын покойного Джеймса Карнеги, 3-го герцога Файфа, и его бывшей жены Каролины Дьюар. До 1992 года он носил титул графа Макдаффа, а затем графа Саутеска, пока 22 июня 2015 года не стал преемником своего отца в качестве четвертого герцога Файфа и главы клана Карнеги. Как праправнук короля Эдуарда VII, он находится в линии наследования британского престола. Он также является троюродным братом королевы Великобритании Елизаветы II и троюродным братом бывшего премьер-министра Великобритании Дэвида Кэмерона.

## Образование и карьера
Родился 3 марта 1961 года в Марилебоне. Дэвид Карнеги получил образование в Итонском колледже и окончил Пембрук-колледж в Кембридже в 1982 году со степенью бакалавра. Он работал в лондонской биржевой брокерской фирме Cazenove с 1982 по 1985 год. В 1986 году он получил степень магистра, которую получают выпускники Кембриджа, имеющие степень бакалавра. Он также получил образование в Королевском сельскохозяйственном колледже в Сайренчестере, графство Глостершир.
С 1988 по 1989 год Дэвид Карнеги работал в эдинбургской фирме по управлению инвестициями Bell, Lawrie and Company. Он окончил Эдинбургский университет в Эдинбурге в 1990 году со степенью MBA. С 1992 по 1996 год он работал с дипломированными бухгалтерами и финансовыми консультантами Ривзом и Нейланом. По состоянию на 2003 год он живет в замке Киннайрд в Ангусе, Шотландия. Киннайрд является одним из мест пребывания семьи Карнеги.

## Брак и семья
Карнеги женился на Каролине Энн Бантинг (род. 13 ноября 1961), единственной дочери Мартина Брайана Бантинга и Вероники Мэри Коуп, 16 июня 1987 года в Лондоне. У супругов трое сыновей:
- Чарльз Дафф Карнеги, граф Саутеск (род. 1 июля 1989). Женился 5 сентября 2020 года на Камилле Асколи (род. 6 марта 1990 года), дочери Роберто Асколи (род. 1961) и Валери Мари Кристин Леду.
- Лорд Джордж Уильям Карнеги (род. 23 марта 1991)
- Лорд Хью Александр Карнеги (род. 10 июня 1993).

Герцогиня Файф — заместитель лейтенанта в Ангусе, Абердиншир.

## Другие титулы
- 13-й  граф Саутеск (Пэрство Шотландии) (с 22 июня 2015 года)
- 4-й  граф Макдафф (Пэрство Соединённого королевства) (с 22 июня 2015)
- 13-й  лорд Карнеги из Киннайрда  (Пэрство Шотландии) (с 22 июня 2015)
- 13-й  лорд Карнеги из Киннайрда и Лейхарса  (Пэрство Шотландии) (с 22 июня 2015)
- 5-й  барон Балинхард из Фарнелла в графстве Форфар  (Пэрство Соединённого королевства) (с 22 июня 2015)
- 10-й  баронет Карнеги из Питтарроу в графстве Кинкардин  (баронетство Новой Шотландии) (с 22 июня 2015 года).

## Стили
- 3 марта 1961 — 16 февраля 1992: граф Макдафф
- 16 февраля 1992 — 22 июня 2015: граф Саутеск
- 22 июня 2015 — настоящее время: Его Светлость герцог Файф.